# 21661 Olgagermani
21661 Olgagermani è un asteroide della fascia principale. Scoperto nel 1999, presenta un'orbita caratterizzata da un semiasse maggiore pari a 2,3605063 UA e da un'eccentricità di 0,2486064, inclinata di 5,61181° rispetto all'eclittica.